# Anna Brassey
Anna Brassey, nata Allnutt e spesso chiamata Annie Brassey (Londra, 7 ottobre 1839 – Oceano Pacifico, 14 settembre 1887), è stata una viaggiatrice e scrittrice inglese.

## Biografia
Era figlia di John Allnutt e della sua prima moglie, Elizabeth Harriet, originaria del Kent. La madre morì quando Anna era ancora in tenera età e la piccola visse dapprima col nonno a Clapham e in seguito col padre a Londra.
Il 9 ottobre 1860 sposò Thomas Brassey, creato nel 1886 barone Brassey, politico liberale, membro del parlamento per la circoscrizione di Hastings, scrittore di libri di argomento navale e figlio primogenito di Thomas Brassey, ingegnere civile e costruttore di linee ferroviarie. La coppia ebbe un figlio e quattro figlie.
Vissero dapprima a Beauport Park, nei pressi di Hastings e dal 1870 a Catsfield, nel Sussex, dove Anna si occupò della gestione della proprietà e di opere di bene nel vicinato.
Dopo nove anni di matrimonio la coppia decise di intraprendere un viaggio sullo yacht di lusso di loro proprietà e, tra il 1869 e il 1872, effettuò due crociere nel Mar Mediterraneo e in Oriente. Anna, fin dall'infanzia aveva l'abitudine di tenere un dettagliato diario: dalle sue argute osservazioni e dalle dettagliate lettere destinate al padre venne tratto un libro, The Flight of the Meteor, distribuito fra amici e parenti.
Nel 1872 viaggiarono in Canada e Stati Uniti, risalendo molti dei grandi fiumi del Nordamerica. Al loro ritorno venne pubblicato, nuovamente per i soli amici e parenti, A Cruise in the Eothen. Quattro anni dopo decisero di fare un viaggio intorno al mondo, fecero costruire il trialbero Sunbeam (varato nel 1874) che, il 1º luglio 1876, con un totale di 43 persone a bordo (l'intera famiglia, l'equipaggio, due cani, tre uccellini e un gatto persiano) salpò da Chatham. La prima tappa fu Madera, seguirono le Isole di Capo Verde e la costa africana. Giunsero in seguito in Sudamerica, attraversarono lo stretto di Magellano per arrivare nell'Oceano Pacifico e visitare alcune sue isole, Tahiti e Hawaii. Giunsero in Giappone, a Penang, in Ceylon, ad Aden e nel Mar Rosso. Durante l'attraversamento del canale di Suez, lady Brassey sbarcò per visitare le piramidi. Il 27 maggio 1877 lo yacht attraccò a Hastings.
Il viaggio è dettagliatamente ricostruito attraverso le numerosissime lettere inviate ad amici e parenti e tramite il preciso diario di Lady Brassey. Nel 1878 fu pubblicato A Voyage in the "Sunbeam" del quale si stamperanno rapidamente quattro edizioni e che fu tradotto in francese, tedesco, italiano, svedese e ungherese: la solare moglie di un parlamentare divenne un'autrice di successo.
Nel luglio del 1881, il sovrano del Regno delle Hawaii, Kalākaua, compiaciuto della descrizione del regno, investì Anne Brassey dell'ordine reale di Kapiolani.
Il viaggio successivo portò Anne in estremo oriente: nel 1880 venne pubblicato Sunshine and Storm in the East; or, Cruises to Cyprus and Constantinople; al 1885 risale la pubblicazione di In the Trades, Tropics and the Roaring Forties, nel quale si descrive il viaggio nelle Indie occidentali e Madera. Nel settembre 1885, fu a bordo della Sunbeam diretta in Norvegia che William Ewart Gladstone scrisse il suo manifesto elettorale. Il resoconto di Annie Brassey su questo viaggio apparve nel Contemporary Review dell'ottobre 1885.
L'ultimo viaggio di Lady Brassey fu nel 1887. Alcuni anni prima la sua salute era stata minata da un attacco di febbre tifoide e da questo viaggio ci si attendeva un miglioramento delle sue condizioni. L'itinerario prevedeva Ceylon, Rangoon, il Borneo e l'Australia, ma il 14 settembre 1887 un attacco di malaria costò la vita alla donna.
L'imbarcazione si trovava in mezzo all'oceano, diretta a Mauritius, e Lady Brassey fu sepolta in mare.

## Opere
- 1878 A Voyage in the Sunbeam, our Home on the Ocean for Eleven Months
- 1880 Sunshine and Storm in the East; or, Cruises to Cyprus and Constantinople
- 1885 In the Trades, Tropics and the Roaring Forties